# Lindsjön, Ångermanland
Lindsjön är en sjö i Nordmalings kommun i Ångermanland och ingår i Leduåns huvudavrinningsområde.